# Paractaenum
Paractaenum je monotipski biljni rod iz porodice trava. Jedina vrsta je jednogodišnja biljka P. novae-hollandiae, endem iz Australije. Raste uglavnom u pustinjama ili suhim grmovitim biomima.